# Hans Conrad Escher von der Linth

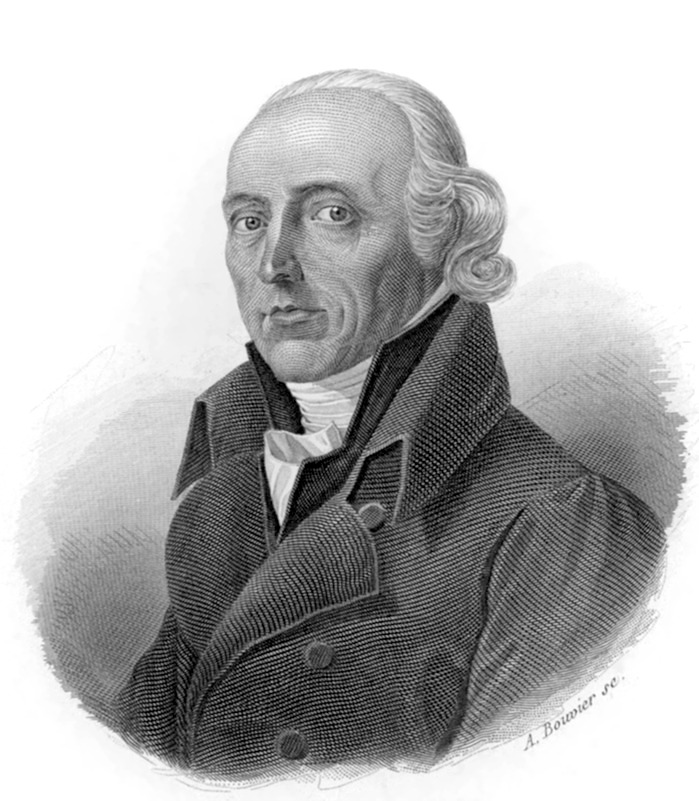
Hans Conrad Escher rond 1820. Gravure: Martin Esslinger

Johannes Conrad Escher, postuum von der Linth (Zürich, 24 augustus 1767 - aldaar, 9 maart 1823) was een Zwitsers politicus, natuuronderzoeker, ingenieur, industrieel, kunstschilder en cartograaf. Escher was in Zwitserland al tijdens zijn leven bekend vanwege zijn werk aan de omleiding van de rivier de Linth, die de wateroverlast verminderde. Ook was hij korte tijd minister tijdens de Helvetische Republiek en maakte hij een grote verzameling tekeningen van Zwitserse berglandschappen.

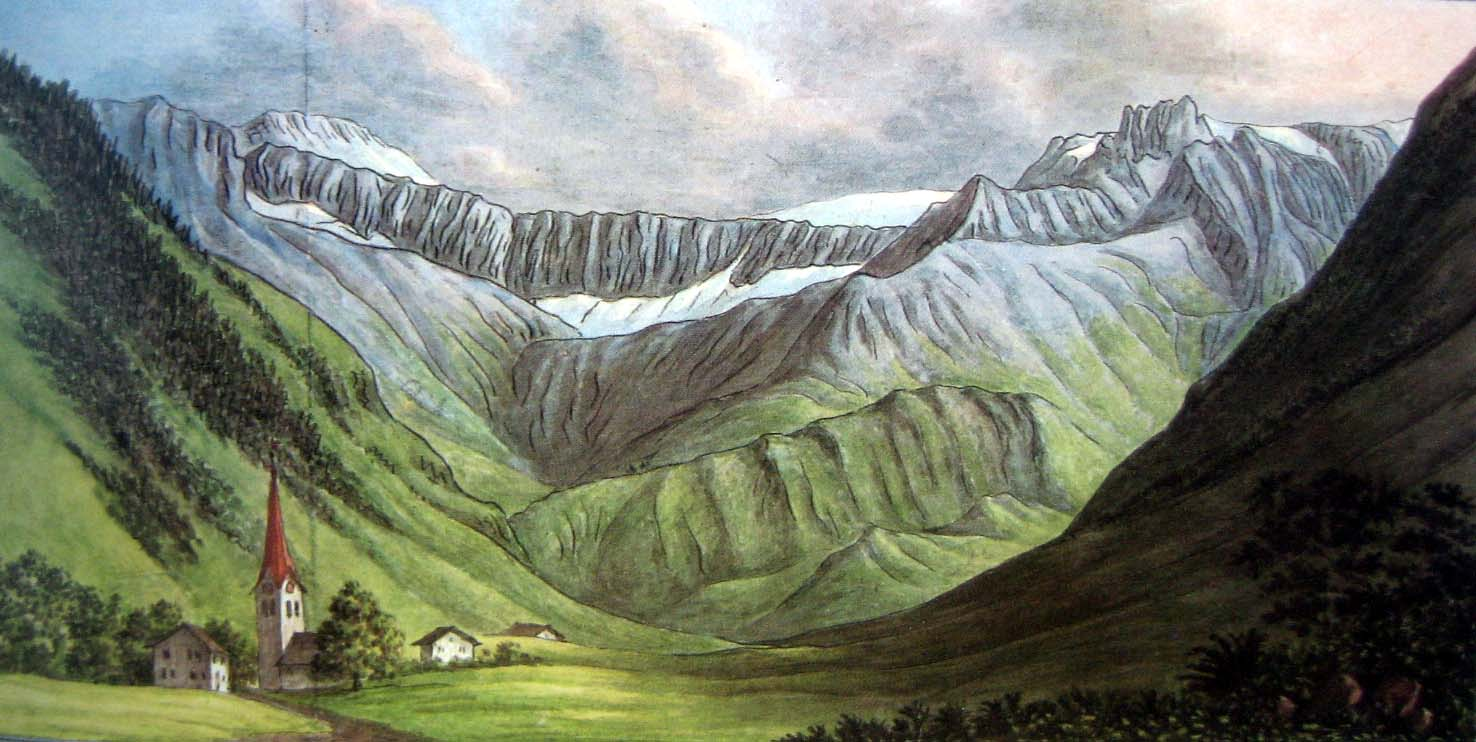
Matt in het Sernftal, tekening van Escher op 13 juli 1811.

## Biografie en werk
Escher werd geboren in een welgestelde Zürcher koopmansfamilie. Voor zijn scholing werd hij naar Genève gestuurd om les te krijgen van Jean-Pierre Vaucher, waarna hij studiereizen maakte door Frankrijk, Engeland, Duitsland en Italië. Hij volgde daarna aan de universiteit van Göttingen colleges technologie van Johann Beckmann, statistiek van August Ludwig von Schlözer en filosofie van George Christoph Lichtenberg. Hij keerde daarna terug naar Zürich om een carrière te beginnen in de politiek. In Zürich stichtte hij een staatskundig instituut dat later in de Universiteit Zürich op zou gaan. In 1789 huwde hij Regula von Orelli.
Escher was doordrongen van de ideeën van de verlichting en de Franse Revolutie. Hij was lid van het Helvetische Gesellschaft. Nadat de Fransen in 1798 Zwitserland binnenvielen en daar de Helvetische Republiek stichtten, werd Escher in het voorjaar van 1802 minister van defensie. Hij trad na de vierde staatsgreep van de unitariërs (op 17 april 1802) echter weer terug. Daarna was hij lid van de regering van het kanton Zürich. Escher was met Paul Usteri stichter van een republikeinse partij en zorgde voor de oprichting van een staatscourant, waardoor hij een wezenlijke invloed had op het transparanter worden van de Zwitserse politiek.
Als natuuronderzoeker was hij vooral geïnteresseerd in geologie en mineralogie. Hij schilderde en tekende graag landschappen, in totaal maakte hij meer dan negenhonderd schetsen en panorama's, die tegenwoordig grotendeels in bezit zijn van de ETHZ.
Escher kreeg nationale bekendheid vanwege zijn waterbouwkundige werk. Nadat hij zich rond 1795 al met de watersnood rond de Walensee bezig had gehouden, nam hij in opdracht van de Zwitserse tagsatzung het werk ter regulering van de wateraanvoer van de rivier de Linth op zich. Deze rivier zorgde jaarlijks voor veel overlast vanwege de seizoensgebonden toevoer van extra water. De werkzaamheden, waarbij een nieuwe bedding voor de rivier werd gegraven, duurden van 1807 tot 1816. De sterk verbeterde waterhuishouding, die het gevolg was van deze omleiding, maakte Escher al tijdens zijn leven een nationale held in Zwitserland. Toen hij in 1823 stierf, verleende de Zürcher regering zijn familie het recht aan hun achternaam von der Linth toe te voegen.
- Bibliothèque nationale de France: cb12169774h (data)
- Gemeinsame Normdatei: 118531093
- Historisch woordenboek van Zwitserland: 017922
- International Standard Name Identifier: 0000 0001 0830 2722
- Library of Congress Control Number: nr98021419
- Nationale Bibliotheek van Israël: 987007297858805171
- Nationale Bibliotheek van Polen: a0000003638790
- Nederlandse Thesaurus van Auteursnamen: 072171510
- Réseau des bibliothèques de Suisse occidentale: 02-A000057988
- RKD-Nederlands Instituut voor Kunstgeschiedenis: 123821
- SIKART: 4024880
- SNAC: w6h17jm5
- Système universitaire de documentation: 069026386
- Virtual International Authority File: 27862799
- WorldCat: E39PBJkMMG7M8rQWcv4D99MF8C